# نانا فالمی
نانا فالمی (انگلیسی: Nana Falemi؛ زادهٔ ۵ مهٔ ۱۹۷۴) بازیکن فوتبال متولد رومانی اهل کامرون بود.
از باشگاه‌هایی که در آن بازی کرده است می‌توان به باشگاه فوتبال پترولول پلویشت، باشگاه فوتبال جیانگسو، باشگاه ورزشی گاز متان مدیاش، باشگاه فوتبال ارگوتلیس، و باشگاه فوتبال استوا بخارست اشاره کرد.
وی همچنین در تیم ملی فوتبال کامرون بازی کرده است.